# Pachylocerus plagiatus
Pachylocerus plagiatus är en skalbaggsart som beskrevs av Charles Joseph Gahan 1907. Pachylocerus plagiatus ingår i släktet Pachylocerus och familjen långhorningar. Inga underarter finns listade i Catalogue of Life.